# South of Hell
South of Hell ist eine US-amerikanische Mystery-Horror-Fernsehserie, die beim Sender WE tv ausgestrahlt wurde. Regisseure einzelner Episoden der von Matt Lambert erdachten Serien, waren Genre-Größen wie Ti West, Rachel Talalay, Jennifer Lynch, Jeremiah Chechik und Eli Roth, wobei Letzterer auch als Executive Producer der Serie fungierte.

## Handlung
Maria Abascal ist eine Kopfgeldjägerin, die sich auf den Exorzismus von Dämonen spezialisiert hat, jedoch das Schicksal der Besessenen teilt, denn sie selbst trägt eine Dämonin namens Abigail in sich. Zusammen mit ihrem Bruder David, sucht sie andere besessene Menschen auf, um diese von ihren Geistern zu befreien, wobei sich ihr eigener Dämon, passenderweise von dem Bösen, das Maria aus ihren Kunden saugt, ernährt.

## Besetzung und Synchronisation
Die deutschsprachige Synchronisation entstand unter der Dialogregie von Dominik Auer durch die Synchronfirma Boom Company in Starnberg.
| Rollenname             | Schauspieler   | Synchronsprecher       |
| ---------------------- | -------------- | ---------------------- |
| Maria Abascal          | Mena Suvari    | Maren Rainer           |
| David Abascal          | Zachary Booth  | Benedikt Gutjan        |
| Enos Abascal           | Bill Irwin     | Walter von Hauff       |
| Dusty                  | Drew Moerlein  | Johannes Raspe         |
| Pfarrer Elijah Bledsoe | Lamman Rucker  | Ole Pfennig            |
| Grace Bledsoe          | Paulina Singer | Ilena Gwisdalla        |
| Charlotte Roberts      | Lydia Hearst   | Katharina Schwarzmaier |
| Sweetmouth             | Slate Holmgren | Dominik Auer           |
| Tetra                  | Lauren Vélez   | Carin C. Tietze        |

## Episodenliste
In den Vereinigten Staaten wurden alle Episoden am 27. November 2015 veröffentlicht, wobei sieben Episoden auf dem Sender WE tv ausgestrahlt wurden, während die letzte Episode nur über iTunes veröffentlicht wurde. Zu einer Ausstrahlung im deutschsprachigen Raum kam es bisher nicht, allerdings wurde die Serie am 2. November 2017 direkt auf DVD und Blu-ray veröffentlicht.
| Nr. | Deutscher Titel             | Originaltitel         | Erstausstrahlung USA | Deutschsprachige Erstveröffentlichung (D) | Regie            | Drehbuch                           |
| --- | --------------------------- | --------------------- | -------------------- | ----------------------------------------- | ---------------- | ---------------------------------- |
| 1   | Dämonenfieber               | Demons are Forever    | 27. Nov. 2015        | 2. Nov. 2017                              | Eli Roth         | Matt Lambert                       |
| 2   | Richter und Furie           | Jury and Fury         | 27. Nov. 2015        | 2. Nov. 2017                              | Rachel Talalay   | Matt Lambert & Jacob Epstein       |
| 3   | Ich sehe Dich               | I See You             | 27. Nov. 2015        | 2. Nov. 2017                              | Jennifer Lynch   | Kiersten Van Horne                 |
| 4   | Weißes Rauschen             | White Noise           | 27. Nov. 2015        | 2. Nov. 2017                              | Rachel Talalay   | John E. Deaver & William S. Walker |
| 5   | Die, die davongekommen ist  | The One That Got Away | 27. Nov. 2015        | 2. Nov. 2017                              | Jennifer Lynch   | Jessica Brickman                   |
| 6   | Südlich der Grenze          | South of the Border   | 27. Nov. 2015        | 2. Nov. 2017                              | Jeremiah Chechik | Matt Lambert & Jacob Epstein       |
| 7   | Greifen Sie jetzt das Leben | Take Life Now         | 27. Nov. 2015        | 2. Nov. 2017                              | Ti West          | Matt Lambert & Jacob Epstein       |
| 8   | Blutsbande                  | Blood Relations       | 27. Nov. 2015        | 2. Nov. 2017                              | Jeremiah Chechik | Matt Lambert & Jacob Epstein       |